# Тьягиньо
Тья́го Ро́за да Ку́нья (порт.-браз. Thiago Rosa da Cunha; род. 21 марта 2003, Флорианополис) — бразильский футболист, полузащитник клуба «Гуарани» (Пальоса).

## Биография
Футбольную карьеру начал на родине, в Гуарани. В футболке польского клуба дебютировал 30 июня 2021 года в победном (2:1) поединке 1-го тура первого раунда Серии Б Лиги Катариненсе против «Интернасьонал» (Лажис). Тьаго вышел на поле на 78-й минуте вместо Ле Петита. Первым голом во взрослом футболе отличился 19 августа 2021 на 79-й минуте выездного ничейного поединка 12-го тура первого раунда Серии Б Лиги Катариненсе против «Барра». Кунья вышел на поле в стартовом составе и отыграл весь матч. В сезоне 2021 года сыграл 14 матчей и отличился 2-мя голами в Серии Б Лиги Катариненсе. По ходу сезона 2021 года перебрался в «Баию», где выступал в основном за молодежную команду. Единственный поединок за первую команду провел 15 января 2022 года, в 1-м туре Лиги Баияно против «Баии» (Фейра). Тьяго вышел на поле на 93-й минуте вместо Жоау Витора.
В начале января 2023 года свободным агентом вернулся в «Гуарани». В Серии Б Лиги Катариненсе отличился 2-мя голами в 6-ти матчах.
31 июля 2023 года отправился в годовую аренду в «Ворсклу». В футболке полтавского клуба дебютировал 6 августа 2023 в проигранном (1:4) выездном поединке 2-го тура Премьер-лиги Украины против львовского «Руха». Кунья вышел на поле на 75-й минуте вместо Владлена Юрченко.